# محمود حاجي
محمود حاجي (مواليد 11 مارس 1991) هو رامي بحريني. تنافس في مسابقة بندقية 50 مليمتر للرجال في دورة الألعاب الأولمبية الصيفية 2016 في ريو دي جانيرو بالبرازيل.

## روابط خارجية
- محمود حاجي على موقع أوليمبيديا (الإنجليزية)